# Yamatotettix hongsaprugi
Yamatotettix hongsaprugi är en insektsart som beskrevs av Webb 1986. Yamatotettix hongsaprugi ingår i släktet Yamatotettix och familjen dvärgstritar. Inga underarter finns listade i Catalogue of Life.